# HAT-P-4
HAT-P-4 ist ein etwa 1000 Lichtjahre von der Erde entfernter Gelber Zwerg im Sternbild Bärenhüter. Er besitzt eine scheinbare Helligkeit von 11,2 mag. Im Jahre 2007 entdeckte das HATNet Project einen extrasolaren Planeten, der diesen Stern umkreist. Dieser trägt den Namen HAT-P-4b.